# واتسلاف پیلات
واتسلاف پیلات (چکی: Václav Pilát; ۶ مهٔ ۱۸۸۸ – ۲۸ ژانویهٔ ۱۹۷۱) بازیکن فوتبال اهل چکسلواکی بود.
از باشگاه‌هایی که در آن بازی کرده‌است می‌توان به باشگاه فوتبال اسپارتا پراگ اشاره کرد.
وی همچنین در تیم ملی فوتبال چکسلواکی بازی کرده‌است.